# Gaspar Gregori
Gaspar Gregori (País Valencià, segle xvi) fou un arquitecte i escultor valencià, amb forta influència en la construcció de la segona meitat de segle i introductor de l'estil renaixentista en les terres valencianes.
Va ser responsable de la reconstrucció després d'un devastador incendi de l'Hospital d'Innocents de València on va substituir els sostres de fusta per un sistema de voltes de rajola en les quals es prescindeix per complet dels nervis, que ni tan sols se simulen amb algeps o pintura. Totalment nus aquesta successió recau directament sobre columnes, que substitueixen als inicials entorxats inservibles després de l'incendi de l'any 1545.
Gregori també va estar vinculat a nombroses obres d'enginyeria hidràulica, civil, militar o religiosa; com a ebenista, a la direcció d'obra o com a tracista el que el va situar com a un dels millors experts en qualsevol tipus de construcció.
També destaca el disseny de l'Obra Nova de la Catedral de València, una galeria amb arcades de l'any 1566 que oculta el presbiteri gòtic de la Seu i des d'on els canonges assistien als actes públics que es celebraven a la plaça de la Mare de Déu. Com a ebenista va ser responsable del Palau Reial i de la reforma del teginat de la Sala Nova del Palau de la Generalitat.